# AVE S-100

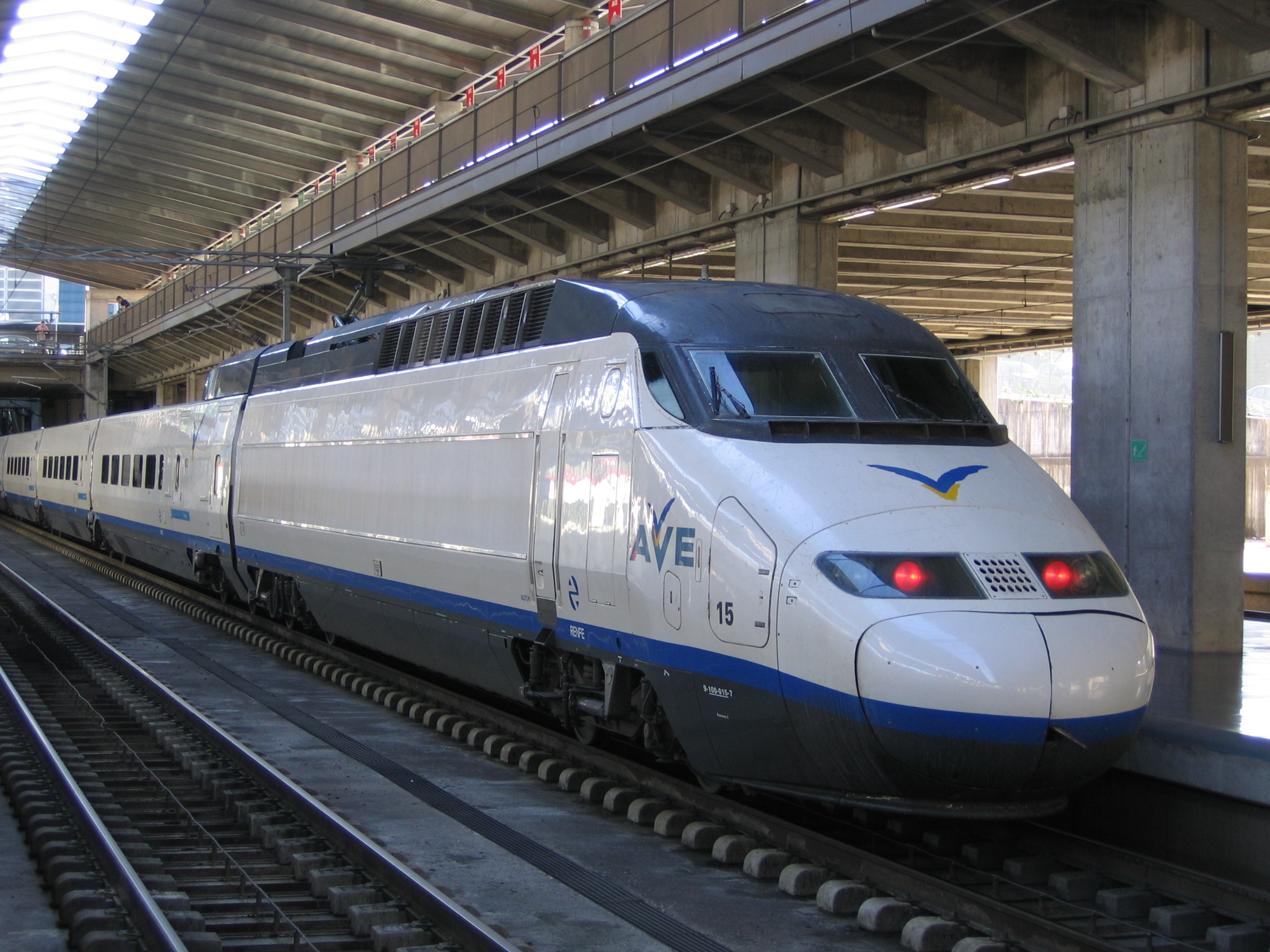
AVE S-100

AVE S-100 (AVE Serie 100) je typ vysokorychlostní vlakové soupravy španělských železnic RENFE odvozené od TGV Atlanique. Vyroben byl v roce 1992.

## Technické údaje
- Počet souprav: 20
- Max provozní rychlost: 300 km/h